# Crown Iris
Die Crown Iris ist ein Kreuzfahrtschiff der israelischen Reederei Mano Maritime. Es wurde auf der Werft Kværner Masa-Yards im finnischen Turku gebaut und im Jahr 1992 unter dem Namen Royal Majesty in Dienst gestellt.

## Geschichte

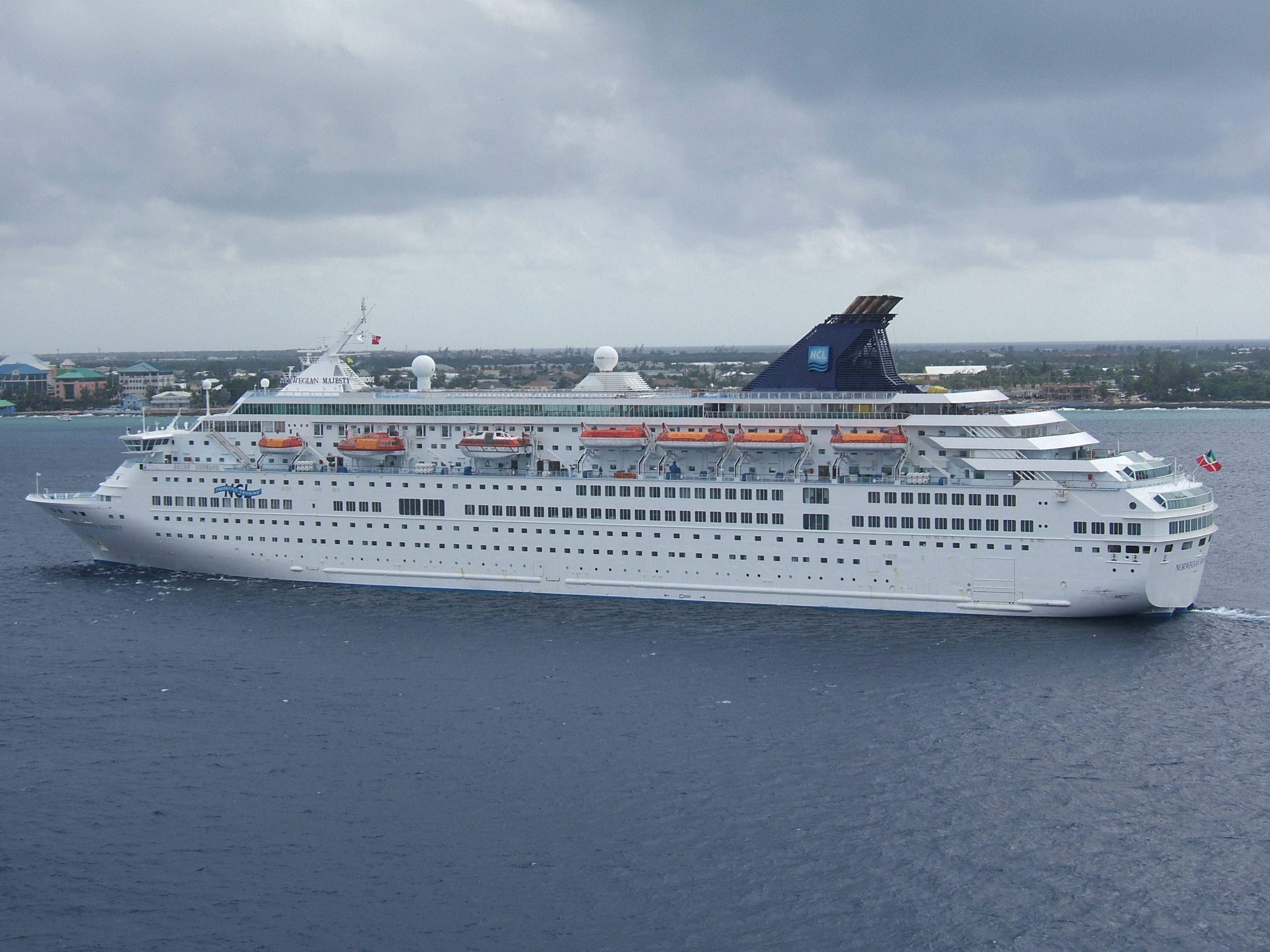
Das Schiff als Norwegian Majesty (2007)

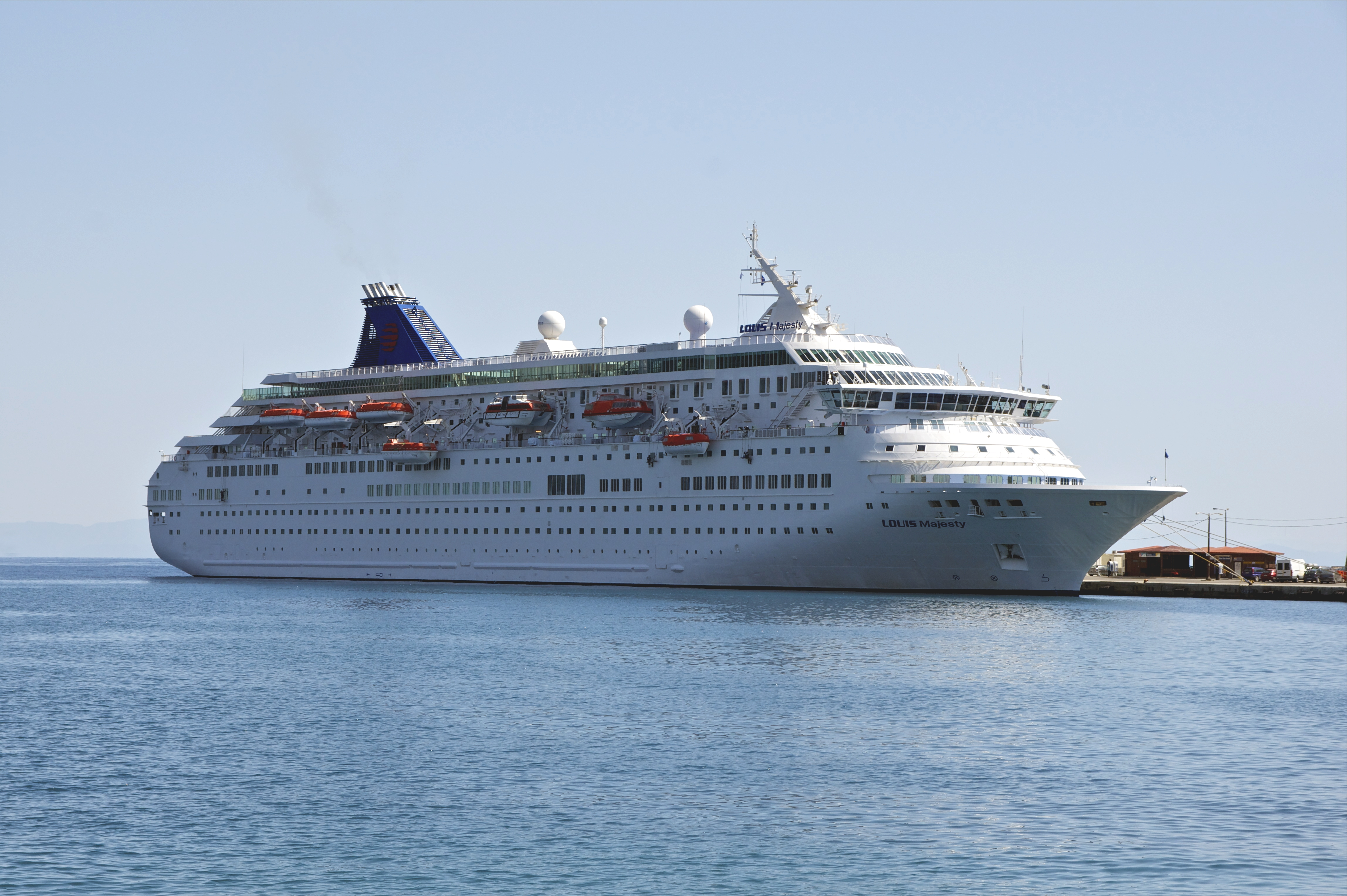
Die Louis Majesty in Rhodos (2011)

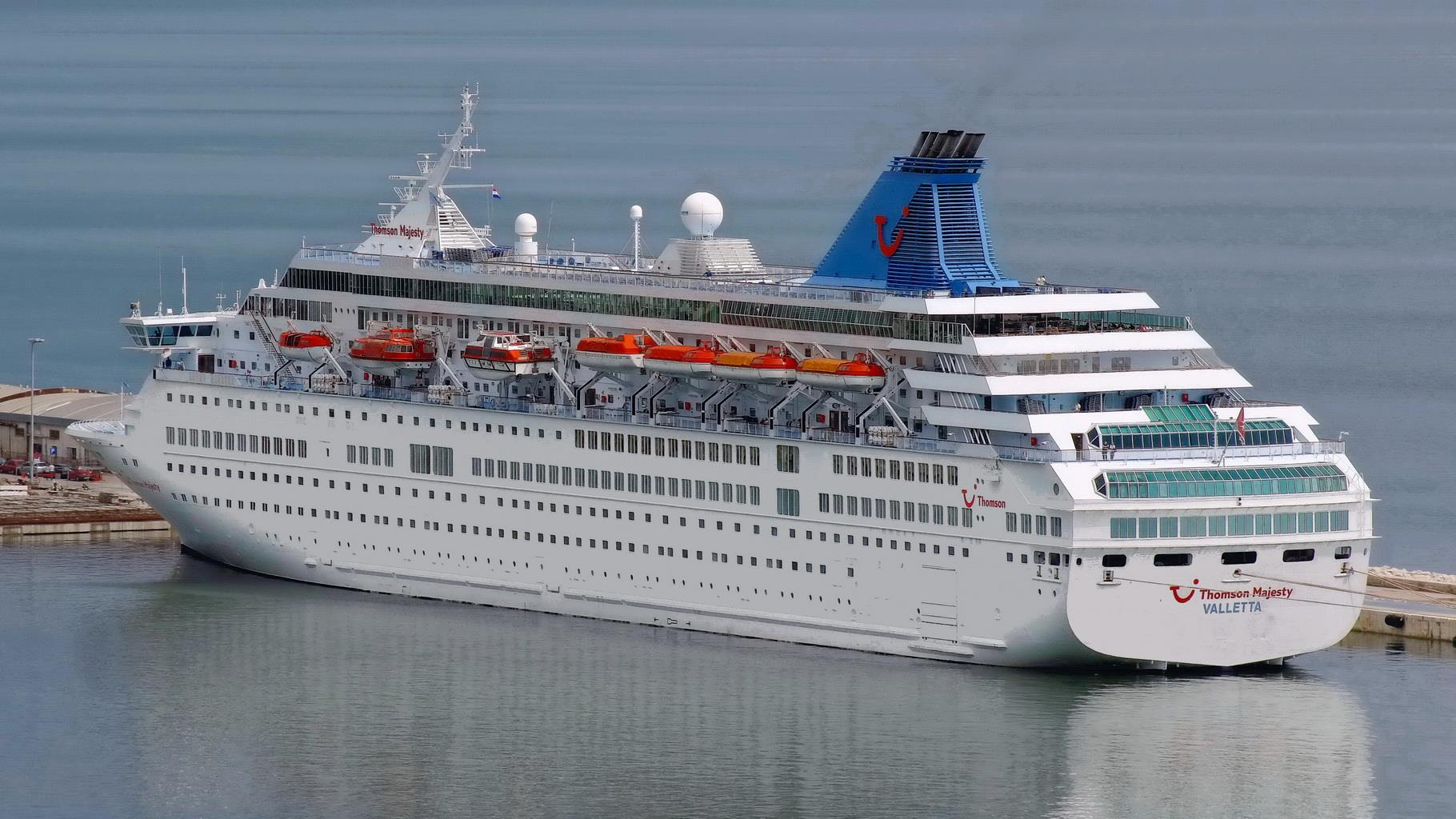
Das Schiff als Thomson Majesty in Split (2013)

Das Schiff wurde am 23. Januar 1990 für die Birka Line bei der Wärtsilä Marine Perno-Werft in Turku (Finnland) auf Kiel gelegt. Nach dem Konkurs der Werft beteiligte sich die Birka Line mit dem Wert des halbfertigen Rohbaus an der Nachfolgefirma Kværner Masa-Yards. Am 27. Februar 1990 gab die Birka Line die Beteiligung an die Werft zurück, der Rohbau wurde von der Majesty Cruise Line übernommen. Der Stapellauf des Schiffes erfolgte am 16. November 1990. Fertiggestellt wurde es am 1. Juli 1992.
Die Jungfernreise von Southampton nach New York begann am 7. Juli 1992. Am 21. Juli 1992 wurde das Schiff auf den Namen Royal Majesty getauft. In den Folgejahren fuhr das Schiff in Charter der Dolphin Cruise Line in der Karibik.
Im Mai 1997 übernahm die Norwegian Cruise Line das Schiff, ließ es renovieren und im November 1997 auf den Namen Norwegian Majesty umtaufen. Wie schon zwei weitere Schiffe der NCL-Flotte im Jahr zuvor, die Norwegian Dream und die Norwegian Wind, wurde die Norwegian Majesty in der Zeit vom 16. Januar bis zum 1. April 1999 bei der Lloyd-Werft in Bremerhaven verlängert. Die 33,60 m lange Mittelsektion wurde von der Aker MTW Werft in Wismar an die Lloyd-Werft geliefert. Eingesetzt wurde die Norwegian Majesty in Alaska, Südamerika, der Karibik und zu den Bermudas bei meist siebentägigen Kreuzfahrten.
Im Jahr 2008 wurde das Schiff zweimal auf andere NCL-Gesellschaften übertragen und im April 2008 an Louis Cruise Lines verkauft. Bis Oktober 2009 blieb es noch in Charter bei NCL. Im Dezember 2009 nahm es als Louis Majesty bei Louis Cruise Lines den Dienst auf, das Einsatzgebiet lag hauptsächlich im Mittelmeer. Seitdem trug der nach wie vor blaue Hauptschornstein einen roten, durchbrochenen Kreis als Marke der Reederei. Im August 2011 wurden sämtliche Kreuzfahrten der Louis Majesty für Winter 2011/2012 abgesagt. Das Schiff sollte stattdessen bis Ende 2011 ab Piräus fahren und im Anschluss bis März 2012 auf einer Werft überholt werden.
Ab 1. Mai 2012 trug das Schiff den Namen Thomson Majesty und fuhr in Charter für Thomson Cruises, einem britischen Tochterunternehmen der TUI. Es fuhr fortan unter maltesischer Flagge. Im Dezember 2017 lief der Chartervertrag aus, das Schiff wurde in Majesty umbenannt und in Piräus aufgelegt. Von März bis April 2018 setzte Celestyal Cruises (früher Louis Cruise Lines) die Majesty ein.
Im Juli 2018 wurde das Schiff an die israelische Reederei Mano Maritime verkauft. Es wurde in Princess Iris umbenannt und unter die Flagge Panamas gebracht. Seit 2019 fährt das Schiff unter dem Namen Crown Iris. Das Schiff ersetzte die vorher für Mano Maritime fahrende Golden Iris.

## Zwischenfälle
Am 10. Juni 1995 um 22:25 Uhr Eastern Standard Time strandete das Schiff als Royal Majesty unter panamaischer Flagge zehn Seemeilen östlich von Nantucket, nachdem der GPS-Empfänger, von Wachoffizieren und dem integrierten Brückensystem unbemerkt, seit über 34 Stunden die Position nicht mehr durch Satelliten-, sondern durch Koppelnavigation bestimmte. Dies führte zu einer Abweichung der tatsächlichen von der angezeigten Position von etwa 17 Seemeilen zum Zeitpunkt der Strandung. Die 1509 Personen an Bord blieben unverletzt, der Sachschaden betrug etwa sieben Millionen US-Dollar.
Am 3. März 2010 erlitt die Louis Majesty auf einer Reise im Mittelmeer in einem Schlechtwetter einen Seeschlag, bei dem ein deutscher und ein italienischer Passagier ums Leben kamen und 14 weitere verletzt wurden. Die Reederei führte das Ereignis auf drei etwa acht Meter und damit „außergewöhnlich hohe“ Wellen zurück. Bei diesem Zwischenfall wurden im Bugbereich des Schiffs mehrere Fenster eines Salons auf dem fünften Deck zerstört. Zum Zeitpunkt des Unglücks herrschte ein Sturm mit Windgeschwindigkeiten von über 100 km/h. Das Schiff lief danach den Hafen von Barcelona an.
Am 10. Februar 2013 ereignete sich ein weiterer tödlicher Unfall an Bord der Thomson Majesty. Bei einer Rettungsübung stürzten mehrere Besatzungsmitglieder samt Rettungsboot ins Wasser, fünf Menschen starben dabei.
Am 21. Oktober 2016 kam es auf der Thomson Majesty auf dem Weg von Livorno nach Korsika zu einem Brand im Maschinenraum, daraufhin fiel der Antrieb für mehrere Stunden aus. Später konnte das Schiff aus eigener Kraft zurück nach Livorno fahren. Die anschließend auf der Kreuzfahrt geplanten Anläufe in Korsika und Marseille wurden gestrichen, das Schiff lief daraufhin nur noch Barcelona und Palma de Mallorca an.